# Cheongam-myeon
Cheongam-myeon (koreanska: 청암면) är en socken i kommunen Hadong-gun i  provinsen Södra Gyeongsang i den södra delen av Sydkorea, 270 km söder om huvudstaden Seoul.